# Platygaster elongata
Platygaster elongata är en stekelart som beskrevs av Alexander Henry Haliday 1833. Platygaster elongata ingår i släktet Platygaster och familjen gallmyggesteklar. Inga underarter finns listade i Catalogue of Life.